# Saison 1 du Meilleur Pâtissier, spécial célébrités
 (avril 2024).
La première saison du Meilleur Pâtissier, spécial célébrités est une déclinaison du concours culinaire Le Meilleur Pâtissier, articulée autour de plusieurs candidats célèbres, diffusée sur M6 du 25 mai 2016 au 8 juin 2016, et sur RTL-TVI.
Cette édition est remportée par la chanteuse Alizée, qui gagne le trophée du Meilleur Pâtissier, spécial célébrités, ainsi que la publication de son livre de recette, dont les bénéfices sont intégralement reversés à la Fondation de France,.

## Participants
Cette saison est présentée par Faustine Bollaert et le jury est composé de Cyril Lignac et de Mercotte.
Après les épreuves ayant pour thèmes la religieuse, une Reine-Elisabeth et un gâteau en trompe-l’œil, Alizée sort vainqueur de l'émission, accède à la publication de son livre de recette, dont les bénéfices sont reversés à la Fondation de France,.

## Principe
Le principe de cette déclinaison du Meilleur Pâtissier est le même que l'émission originale. Les seules différences que l'on peut constater sont: les candidats ne sont pas des inconnus, mais des célébrités, et les bénéfices du livre de recette publié par le gagnant sont intégralement reversés à la Fondation de France. À part cela, on retrouve l'épreuve du classique revisité, l'épreuve technique de Mercotte et l'épreuve créative.

## Candidats
Pour cette édition, douze célébrités sont en compétition, à savoir :
| Personnalité           | Personnalité       | Âge    | Occupation                            | Statut                       |
| ---------------------- | ------------------ | ------ | ------------------------------------- | ---------------------------- |
| Alizée                 | Alizée             | 31 ans | Chanteuse                             | Vainqueur,                   |
| Artus                  | Artus              | 28 ans | Humoriste                             | Finalistes                   |
| Philippe Candeloro     | Philippe Candeloro | 44 ans | Champion de patinage artistique       | Finalistes                   |
| Titoff                 | Titoff             | 43 ans | Humoriste et comédien                 | Finalistes                   |
| Dave                   | Dave               | 72 ans | Chanteur, personnalité de télévision  | Éliminés lors du 2e épisode  |
| Danièle Evenou         | Danièle Evenou     | 73 ans | Comédienne                            | Éliminés lors du 2e épisode  |
| Clara Morgane          | Clara Morgane      | 35 ans | Animatrice de télévision et chanteuse | Éliminés lors du 2e épisode  |
| Damien Sargue          | Damien Sargue      | 34 ans | Chanteur                              | Éliminés lors du 2e épisode  |
| Valérie Bègue          | Valérie Bègue      | 30 ans | Miss France 2008 et animatrice        | Éliminés lors du 1er épisode |
| Alain Bouzigues        | Alain Bouzigues    | 47 ans | Comédien                              | Éliminés lors du 1er épisode |
| Aymeric Caron          | Aymeric Caron      | 44 ans | Journaliste radio et de télévision    | Éliminés lors du 1er épisode |
| Illustration manquante | Princess Erika     | 52 ans | Comédienne                            | Éliminés lors du 1er épisode |

## Audiences et diffusion
En France, l'émission est diffusée les mercredis, du 25 mai 2016 au 8 juin 2016. Un épisode dure environ 2 h 15 (publicités incluses), soit une diffusion de 21 h à 23 h 15.
| Épisode    | Jour et horaire de diffusion           | Nombre de téléspectateurs | Part de marché (sur les 4 ans et plus) | Classement des audiences | Référence |
| ---------- | -------------------------------------- | ------------------------- | -------------------------------------- | ------------------------ | --------- |
| 1          | Mercredi 25 mai 2016 (21:00 - 23:15)   | 2 332 000                 | 12 %                                   | 3e                       | [ 4 ]     |
| 2          | Mercredi 1er juin 2016 (21:00 - 23:15) | 2 393 000                 | 11,9 %                                 | 3e                       | [ 5 ]     |
| 3 (finale) | Mercredi 8 juin 2016 (21:00 - 23:15)   | 2 687 000                 | 13,4 %                                 | 3e                       | [ 6 ]     |

Légende :
- plus hauts scores d'audiences
- plus bas scores d'audiences